# هری اسوپستون
هری اسوپستون (به انگلیسی: Harry Swepstone) بازیکن فوتبال زادهٔ ۱ ژوئیه ۱۸۵۹ اهل کشور انگلستان بود که سابقهٔ بازی در تیم ملی فوتبال انگلستان را در کارنامهٔ خود دارد. وی در تاریخ ۱۳ مارس ۱۸۸۰ نخستین بازی ملی خود را در مقابل تیم ملی فوتبال اسکاتلند انجام داد و با حضور در ۶ بازی ملی، در تاریخ ۱۰ مارس ۱۸۸۳ واپسین بازی ملی‌اش را در برابر تیم ملی فوتبال اسکاتلند برگزار کرد.